# Dème d'Ioánnina
Le dème d'Ioánnina, en grec moderne : Δήμος Ιωαννιτών / Dímos Ioannitón, est un dème du district régional du même nom, en Épire, Grèce. 
Le dème actuel résulte de la fusion, en 2010,  des dèmes d'Anatolí, de Bizáni, d'Ioánnina, de l'île d'Ioánnina, de Pamvótida et de Pérama.
Selon le recensement de 2011, la population du dème compte 122 486 habitants, tandis que celle de la ville d'Ioánnina s'élève à 65 574 habitants.
Le siège du dème est la ville d'Ioánnina.